# Camerata Bach

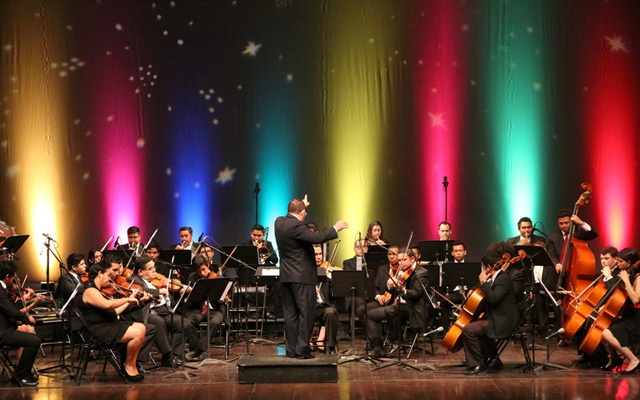
29 aniversario Camerata Bach

Camerata Bach conocida popularmente como La Camerata es un conjunto nicaragüense fundado el 21 de marzo de 1992 que interpreta música de cámara y música clásica que se ha constituido en toda una institución referente de la música clásica y de cámara en Nicaragua y Centroamérica.
Su nombre es un homenaje a la música bárroca y a su máximo representante Johann Sebastian Bach (Eisenach, Alemania, 1685-1750).

## Creación
La idea de crear un conjunto que interpretará música de cámara fue del músico jinotegano Ramón Rodríguez Sobalvarro, quien había retornado a Nicaragua desde Alemania recién graduado del Conservatorio Musical Hans-Eisler en Berlín como instrumentista en Oboe, siendo reconocido como su Director Fundador.
Fue creada con el propósito de recoger y preservar la música autóctona de Nicaragua y, haciéndole magistrales arreglos orquestales, llevarla al punto de presentarla con orgullo y en calidad de música de cámara, a las diversas salas de concierto de renombre internacional.
Desde sus inicios ha contado con la participación de músicos nicaragüenses y extranjeros, y su composición ha variado entre 6 hasta 11 músicos. Sus integrantes han cursado estudios en los más prestigiosos conservatorios de música de Europa, en particular de Alemania, Francia, Italia y España.

## Trayectoria
A la fecha, Camerata Bach ha realizado numerosos conciertos a lo largo y ancho del territorio nacional nicaragüense; así como giras internacionales a Costa Rica, Cuba, El Salvador, Honduras, Panamá, Estados Unidos de América, Alemania y Austria.
Durante sus 27 años de existencia es evidente que Camerata Bach cuenta con la discografía más extensa de la historia musical de Nicaragua. Dichas grabaciones, repartidas en 20 discos compactos, están centradas en la música clásica y folclórica nicaragüense y centroamericana.
Sus miembros fundadores Raúl Martínez y Ramón Rodríguez han redactado una Cartilla Didáctico - Musical, la cual es distribuida de manera gratuita en los conciertos didácticos realizados en plazas y escuelas públicas.
En la cartilla se definen los conceptos de música clásica y música de cámara, explicando cada uno de los instrumentos musicales utilizados: violín, viola, violonchelo, contrabajo, flauta, oboe y clarinete. Además, se exponen breves biografías de Johann Sebastian Bach, Wolfgang Amadeus Mozart, Ludwig van Beethoven, Franz Schubert, Felix Mendelssohn, Johannes Brahms y Jean Sibelius. 
También, se presenta una reseña del folklore nicaragüense y las biografías de los compositores nicaragüenses: José de la Cruz Mena, Alejandro Vega Matus, Lizandro Ramírez Velásquez, Carlos Ramírez Velásquez, Luis Abraham Delgadillo, Carlos Tünnermann López y Alberto Ramírez Gutiérrez.
Durante estos conciertos didácticos, financiados por la Embajada de Finlandia en Nicaragua, Camerata Bach ofrece un programa de música clásica que reúne a músicos del repertorio universal como Bach, Mozart, Beethoven, Schubert, Mendelssohn, Brahms y Sibelius, entre otros; intercalando un programa de música nicaragüense que incluye temas populares como:
- «La mora limpia» de Justo Santos.
- «Nicaragua mía» de Tino López Guerra.
- «El solar de Monimbó» de Camilo Zapata.
- «El grito del bolo» de autor anónimo.
- «El zanatillo», de autor anónimo.
- «El torito», de autor anónimo.
- «Danza de la flecha» de Luis Abraham Delgadillo.
- «Loca de amores» de Carlos Ramírez Velásquez.
- «Vivir soñando» de Carlos Tünnermann López.
- «Carmencita» de Alberto Ramírez Gutiérrez.

## Reconocimientos
Entre los diversos reconocimientos que Camerata Bach ha recibido por su fructífera labor musical, destacan los siguientes:
- Orden de la Independencia Cultural "Rubén Darío" 2008, otorgada por el gobierno del Presidente Daniel Ortega Saavedra.
- Orden "Rubén Darío" 2007, otorgada durante el gobierno del Presidente Enrique Bolaños Geyer.
- Orden de la Excelencia Artística 2006, otorgada por el Instituto Nicaragüense de Cultura (INC).
- Orden Municipal de Cultura “Salvador Cardenal Argüello” 2002, otorgada por la Alcaldía de Managua.
- Premio Caravana 1999.
- Juventudes Musicales de Alemania.
- Premio “Luis Abraham Delgadillo”, otorgado por el Foro Nicaragüense de Cultura.
- Profesores Honoríficos, nombramiento dado por la Universidad Nacional Autónoma de Nicaragua (UNAN-León).